# Caleta El Plata
Die Caleta El Plata (von spanisch plata ‚Silber‘) ist eine Nebenbucht der Norma Cove an der Südküste von King George Island im Archipel der Südlichen Shetlandinseln. Auf der Ostseite der Fildes-Halbinsel liegt sie unmittelbar nördlich des Suffield Point.
Argentinische Wissenschaftler benannten sie.